# Balamba (Cameroun)
Balamba est un village du Cameroun situé dans la région du Centre, département du Mbam et Inoubou, arrondissement de Bokito. Le village Balamba appartient au canton ELIP. Il est entouré par des villages ebebda situé dans la lekié, yambassa, Boalando, Bambato. 

## Géographie
Balamba est situé dans la zone de transition forêt savane et situé à 87 Km de la capitale Yaoundé. Ce village est situé à 413 mètres de la latitude et ayant pour coordonnées géographiques 4°25'60" N et 11°13'60" E.

## Population et société
Le village Balamba est subdivisé en deux : Balamba I ayant 924 habitantset Balamba qui possède à son tour 2371 habitants Tous deux appartiennent au canton Elip.

## Économie
Les principaux revenus de la population de cette localité est l’agriculture et les étangs piscicoles. Une localité étant constituée de savane va donc attirer de nombreux regards entrepreneurials. En septembre 2016, le ministère de l’agriculture et développement rural (MINADER) sollicite près de 5000 hectares des terres de Balamba afin d’implanter un incubateur de référence du programme de promotion de l’entreprenariat agro-pastoral des jeunes(PEA-Jeunes).